# Alex Martelli
Alex Martelli (5 ottobre 1955) è un ingegnere italiano. È autore per l'O'Reilly Media di due libri relativi al linguaggio di programmazione Python: Python Cookbook (2002) e Python in a Nutshell (2003).

## Biografia
Nato il 5 ottobre del 1955, si laurea nel 1980 all'Università di Bologna in ingegneria elettronica. In seguito lavora come ingegnere informatico per la Python Software Foundation.
Nel 2002 scrive il libro Python Cookbook, assieme ai colleghi David Ascher e Anna Ravenscroft, pubblicato da O'Reilly Media. Lo stesso anno si aggiudica l'Activators' Choice Award. Nel 2003 è autore di Python in a Nutshell, sempre pubblicato da O'Reilly Media. È inoltre autore di svariati articoli principalmente su Python.
Dal 2005 lavora per Google, Inc., a Mountain View, in California, per i primi anni come Über Tech Lead e in seguito come Senior Staff Engineer, attualmente come long tail community support per Google Cloud Platform. Nel 2006 si aggiuca il Frank Willison Award per i suoi "contributi eccezionali allo sviluppo della comunità di Python".
Prima di entrare alla Google, Martelli ha passato anni nello sviluppo di chip per la Texas Instruments. Ha lavorato otto anni al Centro di ricerca IBM, passando gradualmente dall'hardware al software e vincendo tre Outstanding Technical Achievement Awards. È stato per dodici anni Senior Software Consultant alla think3, Inc., dove ha sviluppato librerie, protocolli di rete, motori GUI, event framework e frontend di accesso web. Ha speso altri tre anni come consulente freelance, lavorando principalmente per la Open End AB di Göteborg, in Svezia, una casa di software principalmente concentrata su software Python.
Ha tenuto corsi di programmazione, metodi di sviluppo, object-oriented design, cloud computing e calcolo numerico, presso l'Università di Ferrara e altri istituiti. Martelli è stato anche relatore principale alla conferenza SciPy del 2008 e a varie edizioni delle conferenze Pycon APAC e Pycon Italia.

## Opere
- (EN) Python Cookbook, con David Ascher e Anna Ravenscroft, Sebastopol, O'Reilly Media, 2002, ISBN 978-05-96001-67-4.
- (EN) Python in a Nutshell, Sebastopol, O'Reilly Media, 2003, ISBN 978-05-96001-88-9.